# Arthur Galliner
Arthur Galliner (* 9. Oktober 1878 in Zinten/Ostpreußen; † 12. Dezember 1961 in London) war ein deutscher Maler, Kunsthistoriker und Dozent.

## Leben und Wirken
Galliner wurde am 9. Oktober 1878 im ostpreußischen Zinten geboren. Seine Eltern waren der Lehrer und Kantor Jonas Galliner und Lina Galliner, geb. Pianikowski. Er hatte eine Schwester und sechs Brüder, zu denen die Rabbiner Julius und Siegfried Galliner gehörten. Zunächst besuchte Galliner die Volksschule in Zinten. Von 1893 bis 1898 absolvierte er eine Ausbildung an der Präparandenanstalt und jüdischen Lehrerbildungsanstalt in Berlin. Anschließend arbeitete er zwei Jahre als Hilfslehrer an Schulen der Berliner jüdischen Gemeinde und ab 1900 am Philanthropin in Frankfurt am Main. In den folgenden Jahren bildete er sich zum Zeichenlehrer für höhere Lehranstalten und Lehrerseminarien fort und wurde 1903 Realschullehrer. Insgesamt lehrte er fast 40 Jahre Kunst am Philanthropin.
Galliner besuchte ab 1900 die Königliche Kunstschule und Akademie in Berlin sowie die Akademie der Bildenden Künste und die Malschule Hermann Groeber in München. Bei Aufenthalten in Italien führte er seine Studien fort. 1915 erlangte er das Abitur am Realgymnasium in Marburg und studierte anschließend Kunstgeschichte, Germanistik und Geschichte an der Universität Frankfurt am Main. 1918 promovierte er dort zum Dr. phil. 1920 legte er die Prüfung für das höhere Lehramt ab. Er war in Frankfurt als Dozent für Kunstgeschichte beim Bund für Volksbildung und am Jüdischen Lehrhaus tätig. 1922 heiratete er die aus Bamberg stammende Pharmazeutin Paula Ali Wiesenfelder (1896–1971).
Nach der Machtergreifung war Galliner massiver Verfolgung ausgesetzt. Er wurde entlassen und im November 1938 kurzzeitig verhaftet, da er zeitweilig Präsident der Frankfurter Loge B’nai B’rith gewesen war. 1939 emigrierte er aus dem nationalsozialistischen Deutschland und ging nach England. Zunächst arbeitete er bis 1946 als Kunstlehrer am College in Ellesmere, einer Stadt in Shropshire. 1947 wurde er eingebürgert und lebte danach in London, wo er eine eigene Galerie unterhielt. Von 1947 bis 1950 lehrte er an der dortigen Hammersmith School of Art und anschließend bis 1952 an der Borough Polytechnic.
Galliner malte vor allem Aquarelle mit Landschaftsmotiven sowie Porträts jüdischer Persönlichkeiten wie Leo Baeck, Lazarus Goldschmidt und Martin Buber. Er stellte seine Bilder in verschiedenen Galerien in Deutschland und England aus, unter anderem in den Londoner Galerien der RI und der RBA. In England fanden mehr als 50 Ausstellungen von Galliner statt. Er war Mitglied der B’nai B’rith Leo Baeck Lodge in London, in deren Räumlichkeiten er 1948 gemeinsam mit Leo Horovitz Bilder ausstellte. Die Dänische Königliche Bibliothek hält einige seiner Werke.
Er veröffentlichte mehrere kunsthistorische Schriften, unter anderem über den Maler Max Liebermann (1927). Er schrieb außerdem Beiträge für die Encyclopaedia Judaica und den Deutschen Verein für Kunstwissenschaft.
Galliner starb am 12. Dezember 1961 und hinterließ seine Ehefrau. Die in Frankfurt geborene und in England lebende Autorin und Künstlerin Gabriella Gros-Galliner (ca. 1923–1984) war seine Tochter.

## Publikationen (Auswahl)
- Max Liebermann, der Künstler und der Führer. J. Kauffmann Verlag, Frankfurt a. M. 1927 (online).
- Sigismund Stern, der Reformator und der Pädagoge. Englert & Schlosser, Frankfurt a. M. 1930.
- Glasgemälde des Mittelalters aus Wimpfen. Urban-Verlag, Freiburg 1932.